# Telman Paşayev
Telman Paşa oğlu Paşayev (ros. Тельман Паша оглы Пашаев; ur. 5 marca 1953) – radziecki zapaśnik startujący w stylu wolnym. Wicemistrz świata w 1975. Srebrny medalista mistrzostw Europy w 1974 i 1978. Drugi w Pucharze Świata w 1975 i trzeci w 1976.
Trzeci na mistrzostwach ZSRR w 1974 roku.